# Baanbrug (Amsterdam)
De Baanbrug (brug 107) is een vaste brug in Amsterdam-Centrum.
Ze is gelegen in de Elandsgracht en overspant de Lijnbaansgracht, waarnaar zij vernoemd is. Ten zuidoosten van de brug ligt gemeentelijk monument Elandsgracht 113, ten zuidwesten van de brug staat het Amsterdamse hoofdbureau van politie.
De eerste plannen voor de brug kwamen wellicht in 1890 toen de gemeente de Elandsgracht wilde dempen om er een brede toegangsweg tot de stad te maken. Dat was mogelijk, maar dan moest er ook een brug (de Oude Kinkerbrug) over de Singelgracht  komen. In 1891 volgde de aanbesteding; in mei 1892 konden de ijzeren liggers geplaatst worden, in augustus 1892 kon het verkeer er overheen. In 1967 werd deze brug tijdelijk verbreed. Eerst werden aan beide zijden twee ijzeren/houten bruggen geplaatst op jukken, waarover de nieuwe voetpaden liepen, vervolgens werd de rijbaan verbreed. Ze kreeg daarbij houten balustrades, buiten de originele smeedijzeren balustrades. Dit was toegestaan. In de jaren 1960-1969 keek men anders naar "monumenten". De oude ijzeren bruggen uit eind 19e eeuw vond men niet belangrijk genoeg om te bewaren. Ze werden op grote schaal vervangen of verbouwd. 
In 2004 stond de brug ter discussie, Er werden plannen gemaakt om de Elandsgracht weer uit te graven (de verkeersader werd minder belangrijk geacht). De brug zou dan een “sta-in-de-weg” worden. Aanpassing van de omgeving zou dan noodzakelijk geworden zijn, omdat de kruising Marnixstraat en Elandsgracht dan een blackspot is (veel verkeersongelukken met dodelijke afloop). Ook werd er toen gedacht aan een parkeergarage onder de Elandsgracht.
In de 21e eeuw is de mening over dit type brug geheel veranderd, Thans doet men er alles aan om ze te behouden. 
Voor brug 107 betekende dat de brug is hersteld in haar oorspronkele vorm en stijl, met natuurstenen pylonen en breedte. Op 23 december 2011 werd die brug (na 11 maanden werk) weer in bedrijf genomen, Anno nu is niet meer voor te stellen, dat ze er jaren lang anders bij heeft gestaan.
<<< · 100 · 101 · 102 · 103 ·  105 · 106 · 107 · 108 · 109 ·  110 · 111 · 112 · 113 · 114 · 115 · 116 · 117 · 118 · 119 · 120 · 121 · 122 · 123 · 124 · 125 · 126 · 127 · 128 · 129 · 130 · 131 · 132 · 135 · 136 · 137 · 138 · 139 · 140 · 141 · 142 · 143 · 144 · 145 · 146 · 147 · 148 · 149 ·  150 · 151 · 152 · 155 · 156 · 159 · 160 · 161 · 162 · 163 · 164 · 165 · 166 · 167 · 168 · 169 ·  170 · 171 · 172 · 173 · 174 · 175 · 176 · 177 · 178 · 179 · 180 · 181 · 182 · 183 · 184 · 185 · 186 · 187 · 189 · 190 · 191 · 192 · 193 · 194 · 195 · 196 · 198 · 199 · >>>
Brugnummers 104, 133, 134, 153, 154, 157, 158, 188 en 197 zijn niet (meer) in gebruik.